# Nuno Álvares Pereira Pato Moniz
Nuno Álvares Pereira Pato Moniz (Lisboa, São João de Deus, Arco do Cego, bap. São Jorge de Arroios, ou Alcochete, Alcochete, 18 de Setembro de 1781 — Ilha do Fogo, Cabo Verde, 24 de Dezembro de 1826), foi um poeta, escritor, jornalista, político e maçon português.

## Biografia
Era filho de Manuel Moniz Pereira Pato Guerreiro Velho de Morais Perdigão e de sua mulher Maria Genoveva Liberata Guerreiro de Fóios e Vasconcelos.
Fidalgo da Casa Real, foi poeta, jornalista e político.
Iniciado na Maçonaria em data e Loja desconhecidas e com nome simbólico desconhecido, ocupou cargos de relevo no Grande Oriente Lusitano.
Deixou uma extensa obra de poesia, crítica e polémica, distinguindo-se nos ataques a padre José Agostinho de Macedo. Foi um dos companheiros de Bocage. Colaborou em vários periódicos, fundando "O Portuguez Constitucional".
Liberal, foi eleito deputado por Setúbal em 1822-1823. Enquanto defensor do Liberalismo, e como deputado às cortes, pronunciou-se abertamente contra a rainha D. Carlota Joaquina de Bourbon por esta recusar jurar a Constituição portuguesa de 1822. Foi preso após a Vilafrancada, deportado em Junho de 1823 para o Lavradio, sul do Tejo, e daí desterrado para a Ilha do Fogo, em Cabo Verde, onde acabou por falecer quatro anos mais tarde, "atormentado por desgostos e doenças", aos 45 anos de idade.
Na opinião de José Maria da Costa e Silva, "Pato Moniz deve ser considerado como um dos mais corretos escritores da nossa literatura moderna." 

## Obras
- Congratulação à Pátria (1808)
- A Queda do Despotismo (1809)
- A Estância do Fado (1810)
- Refutação analytica do folheto que escreveo o Reverendo Padre José Agostinho de Maçedo, e intitulou «Os Sebastianistas» (1810)
- Justa impugnação do celebre syllogismo que apoiou o livro intitulado «Os Sebastianistas» (1810)
- Elmiro (1812, sátira)
- O Trono (1812)
- Exame critico do novo poema epico intitulado «O Gama» (1812)
- Ode Pindárica a Wellington (1813)
- O Nome (1813)
- Exame analytico e parallelo do poema Oriente do José Agostinho de Macedo com A Lusiada de Camões (1815)
- Agostinheida: poema heroi-cómico em 9 cantos (1817)
- A Apparição (1818)
- Sova no padre José Agostinho de Macedo (1822)
- Sova segunda no padre José Agostinho de Macedo (1822)